# Ngày Thế giới phòng, chống tăng huyết áp

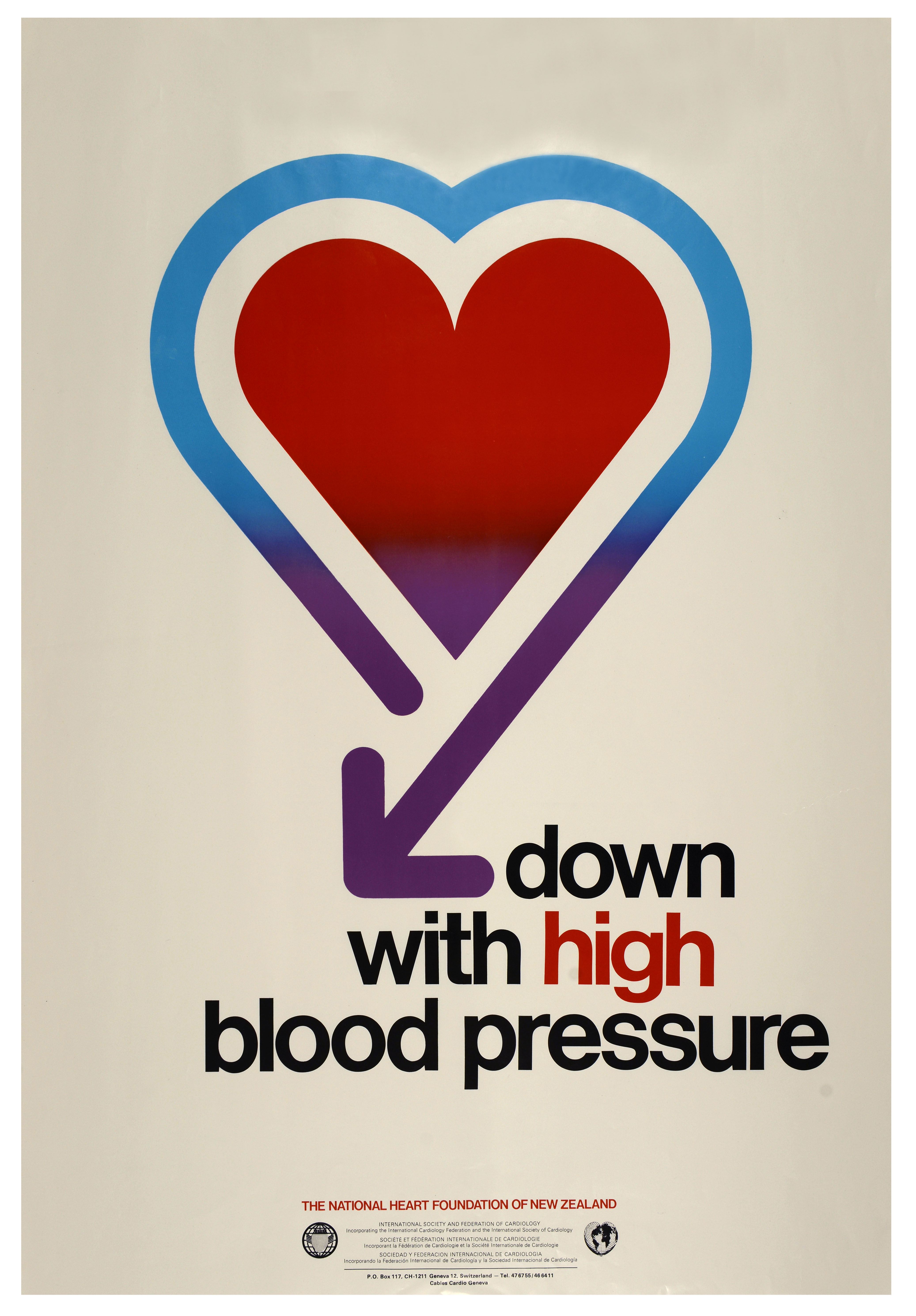

Hiệp hội Phòng chống Tăng huyết áp Thế giới (WHL) chọn ngày 17 tháng 5 hàng năm làm Ngày Thế giới phòng, chống tăng huyết áp (Tiếng Anh: World Hypertension Day, WHD). Hiệp hội Phòng chống Tăng huyết áp Thế giới là cơ quan bảo trợ cho 85 hiệp hội tăng huyết áp của các quốc gia. Mục đích của ngày này nhằm nâng cao nhận thức về tăng huyết áp, đặc biệt quan trọng vì bệnh nhân tăng huyết áp thường thiếu kiến thức về tình trạng này. WHL tổ chức Ngày thế giới phòng chống tăng huyết áp lần đầu vào ngày 14 tháng 5 năm 2005. Từ năm 2006, WHL chọn ngày 17 tháng 5 hàng năm để tổ chức.
Năm 2005, chủ đề chỉ đơn giản là "Nhận thức về bệnh tăng huyết áp". Chủ đề năm 2006 là "Điều trị để đạt mục tiêu", tập trung vào việc kiểm soát huyết áp. Huyết áp được khuyến nghị là dưới 140/90 mmHg đối với những người bình thường và những bệnh nhân tăng huyết áp chưa có biến chứng. Huyết áp được khuyến nghị là dưới 130/80 mmHg đối với những bệnh nhân mắc bệnh đái tháo đường hoặc bệnh thận mạn tính. Đây là những giá trị giới hạn (cut-off) được đề xuất theo guildline của quốc tế và của Canada. Chủ đề năm 2007 là "Chế độ ăn uống lành mạnh, huyết áp khỏe mạnh". Thông qua các chủ đề cụ thể như vậy, WHL muốn nâng cao nhận thức không chỉ về tăng huyết áp mà còn về các yếu tố góp phần làm tăng tỷ lệ mắc bệnh tăng huyết áp và cung cấp các phương án phòng ngừa tăng huyết áp. Chủ đề của năm 2008 là "Đo huyết áp của bạn tại nhà". Các báo cáo lúc đó đã xác nhận tính dễ dàng, tính chính xác và độ an toàn của việc đo huyết áp bằng máy đo huyết áp tại nhà.
Trong giai đoạn 5 năm 2013-2018, chủ đề của WHD là "Hiểu chỉ số huyết áp của bạn" với mục tiêu nâng cao nhận thức về bệnh tăng huyết áp ở tất cả các nhóm dân cư trên toàn thế giới.